# Balthasar Bekker
Balthasar Bekker, född 20 mars 1634, död den 11 juni 1698 i Amsterdam, var en nederländsk reformert teolog.
Bekker var präst i universitetsstaden Franeker och senare i Amsterdam. Redan från ungdomen var han en hängiven anhängare av René Descartes och i flera avseenden en förelöpare till rationalismen. Bekker argumenterade djärvt mot åtskilliga gängse vidskepelser och bekämpade i sitt viktigaste arbete, De betoverde weereld (Den förtrollade världen, 1691-93), samtidens vidskepliga föreställningar om magi, djävulsförbund, besatta, häxor, varulvar och liknande samt gjorde gällande, att en ande, vars väsen är tanke, inte kan påverka en annan ande utan fysiska medel och än mindre ta kontroll över en annans kropp. Denna fördomsfria världsbild och ännu mer några djärva omtolkningar av bibeltexter väckte mycket motstånd, som resulterade i ett mycket stort antal vederläggningsskrifter. Bekker blev från flera håll anklagad för kätteri och suspenderades på synoden i Edam 1691 från sitt ämbete och avsattes senare fullständigt, eftersom han vägrade att återkalla sina uttalanden.